# Ali Mohammad Mahar
Sardar Ali Mohammad Khan Mahar (em urdu:  سردار علی محمد خان مہر‎; 12 de janeiro de 1967 – 21 de maio de 2019) foi um político paquistanês que serviu como 25º ministro-chefe de Sind de 2002 a 2004 e depois como Ministro Federal para Controle de Narcóticos entre 2018 e 2019. Ele permaneceu como membro da Assembleia Nacional entre 2008 e maio de 2019 e membro da Assembleia Provincial de Sind de 2002 a 2007.

## Biografia
Mahar nasceu em 12 de janeiro de 1967, filho de Ali Anwar Khan Mahar e irmão de Ali Gohar e Ali Nawaz. Ele tem bacharelado em artes. O mesmo foi eleito para a Assembleia Nacional do Paquistão como candidato independente do distrito NA-201 (Ghotki-II), em 2002. Ele recebeu 77 950 votos e derrotou Gulam Rasool Kalhoro, um candidato do Conselho Unido da Ação. Na mesma eleição, foi eleito para a Assembleia Provincial de Sind como candidato independente do eleitorado PS-6 (Ghotki-II). Recebeu 23 667 votos e derrotou Ahsanullah Khan Sundrani, candidato da Aliança Nacional.
Em 17 de dezembro de 2002, se tornou o 25º ministro-chefe de Sind, onde serviu até a renúncia em 9 de junho de 2004. O mesmo foi reeleito para a Assembleia Nacional como candidato independente em 2008. Ele recebeu 74 714 votos e derrotou Sardar Ahmed Ali Khan Pitafi. Na mesma eleição, também concorreu à sede da assembleia como candidato independente do distrito NA-200 (Ghotki-I), mas não teve sucesso. Ele recebeu 32 532 votos e perdeu a cadeira para Abdul Haq.
Em 2013, foi reeleito para a Assembleia Nacional como candidato do PPP. Ele recebeu 124 472 votos e derrotou Niaz Muhammad, um candidato do Movimento Nacional Unido. Mahar foi novamente eleito em 2018, desta vez como candidato independente do distrito NA-205 (Ghotki-II). Após uma eleição bem sucedida, anunciou que iria se juntar ao Movimento Paquistanês pela Justiça. Em 11 de setembro de 2018, foi introduzido no gabinete federal do primeiro-ministro Imran Khan e, em 4 de outubro, foi nomeado Ministro Federal para o Controle de Narcóticos. Ele morreu em 21 de maio de 2019 devido a um enfarte agudo do miocárdio.